# قائمة الأفلام المصرية سنة 1971
هذه قائمة بالأفلام المصرية لسنة 1971 مرتبة أبجديا

## 1971
- زوجتي والكلب
- أختي
- ابنتي العزيزة
- البحث عن فضيحة
- الضياع
- القتلة
- الظريف والشهم والطماع
- ثرثرة فوق النيل
- شيء في صدري
- مذكرات الآنسة منال